# Bezmer (distrikt i Bulgarien, Dobritj)
Bezmer (bulgariska: Безмер) är ett distrikt i Bulgarien.   Det ligger i kommunen obsjtina Tervel och regionen Dobritj, i den nordöstra delen av landet, 300 kilometer öster om huvudstaden Sofia.
Trakten runt Bezmer består till största delen av jordbruksmark. Runt Bezmer är det ganska glesbefolkat, med 36 invånare per kvadratkilometer.